# Caecilianus Huigens
Pater Dr. Caecilianus Huigens O.F.M. (Theodorus Josephus Hermanus Huigens) (Bolsward, 14 april 1878 – Katwijk, 10 december 1966) was een Nederlands musicoloog en muziekpedagoog op het gebied van kerkelijke muziek.
Hij was zoon van kerkorganist van de Sint-Franciscusbasiliek te Bolsward en koopman Johannes Stephanus Huigens en Johanna Everdina Weyenberg. Hij was officier in de Orde van Oranje-Nassau.
Zijn eerste opleiding kreeg hij van zijn vader, die hem op jonge leeftijd al op het orgel liet spelen. Hij trad in 1895 in Alverna toe tot de Orde der Franciscanen en werd in 1902 in Roermond tot priester gewijd. Hij kreeg een muziekopleiding in Maastricht van Henri Hermans op het orgel en aan de kerkmuziekschool in Aken. Vervolgens trok hij naar Wenen om er bij Guido Adler te studeren. Hij rondde zijn studie aan de Universiteit van Wenen af met een proefschrift over Blasius Amon. Hij kwam in 1915 terug naar Nederland en gaf aan diverse koren lessen in het gregoriaans, ook weer in Alverna. Hij werd redacteur van het Gregoriusblad, tijdschrift van de Nederlandse Sint-Gregoriusvereniging. De lessen gregoriaans zette hij voort aan het Amsterdams en Haags Conservatorium. Hij was lid van de Nederlandse Orgel- en Klokkenraad en testte in die hoedanigheid enkele kerkorgels. In 1925 stond hij aan de wieg van de Nederlandse R.K. Kerkmuziekschool St. Caecilia, waarmee hij jaren van voorbereiding afrondde. Hij was er van het begin af directeur. Het was destijds een internaat waar alleen bijzonder begaafde leerlingen hun opleiding konden voortzetten. Hij had docenten onder zich als Johan Winnubst, Phons Dusch, Hendrik Andriessen, Ans van Werelt en Wouter Paap. In 1948 stopte hij zijn werkzaamheden. In 1995 sloot de kerkmuziekschool haar deuren, nadat de opleiding al eerder was opgegaan in de Hogeschool voor de Kunsten Utrecht.
Hij schreef enkelen werken, voornamelijk geestelijke liederen maar ook trekkers- en kampliederen, die bijeengebracht werden in de zangbundel voor de Derde Orde van Sint Franciscus.
Hij overleed in het klooster van de Franciscanen in Katwijk op 88-jarige leeftijd.